# 奎林巴斯國家公園
奎林巴斯國家公園（Quirimbas National Park）是東非國家莫桑比克的國家公園，位於該國北部德爾加杜角省，佔地1,430平方公里，成立於1971年5月25日，野生動物包括非洲象、獅子、豹、鱷魚、海龜、儒艮等。